# 馬致遠
馬 致遠（ば ちえん）は、元曲の作者。代表作に『漢宮秋』などがある。
関漢卿・鄭光祖・白仁甫と並んで元曲の代表的な作家とされる。
朱権『太和正音譜』では馬致遠を筆頭にあげ、「宜しく群英の上に列すべし」といい、最高の元曲作家と評価している。

## 略歴
『録鬼簿』巻上によると、馬致遠は大都の人で、東籬老と号した。王国維のいう第1期の元曲作家のひとりである。

## 作品
現存する雑劇には『漢宮秋』など7種類が知られ、いずれも『元曲選』に収録されている。歴史劇と道教劇が多い。『録鬼簿』に加えられた賈仲明の挽詞（凌波仙）に馬致遠を「馬神仙」と呼んでいるのは神仙道化劇が多いためであるという。
- 漢宮秋 - 王昭君と元帝を扱った劇。
- 青衫涙 - 白居易『琵琶行』に題材をとった劇。
- 薦福碑 - 貧しい書生が欧陽詢の碑の拓本で生計を立てようとしたが、碑が雷で砕ける話。宋代の逸話に基く。
- 陳摶高臥 - 陳摶と宋の太祖との関係を扱った劇。
- 任風子 - 屠殺人である任屠の出家を扱った道教劇。
- 岳陽楼 - 呂洞賓が岳陽楼で柳と梅の精を出家させる道教劇。
- 黄粱夢（合作） - 『枕中記』にもとづき、鍾離権が呂洞賓を出家させる道教劇。馬致遠は第1折のみを書いている。

散曲は中華民国時代に任中敏によって『東籬楽府』としてまとめられている。